# Dieter Zembski
Dieter Zembski (født 6. november 1946 i Bremen, Tyskland) er en tysk tidligere fodboldspiller (forsvarer) Han spillede én landskamp for Vesttyskland, en venskabskamp mod Mexico 8. september 1971, som tyskerne vandt 5-0.
Zembski spillede på klubplan hos henholdsvis Werder Bremen i sin fødeby og for Eintracht Braunschweig.